# Avaya
Avaya Inc. (произносится Авайя Инк.) — американская компания, специализирующаяся на проектировании, разработке, развертывании и администрировании корпоративных сетей связи для широкого спектра компаний — от малых предприятий и некоммерческих фондов до крупных корпораций и правительственных учреждений. Штаб-квартира — в городе Санта-Клара, штат Калифорния.
Avaya — бывшее подразделение корпоративных сетей связи компании Lucent Technologies — стала полностью самостоятельной 2 октября 2000 года.

## История

### Отделение от Lucent Technologies
2 октября 2000 года в результате отделения от компании Lucent Technologies департамента корпоративных сетей связи образовалась новая компания, председателем совета директоров которой сначала стал Генри Шахт, но уже в декабре 2000 года председателем совета директоров была назначена Патриция Руссо. Первым исполнительным директором Avaya был Дон Питерсон, занимавший до этого в компании Lucent пост финансового директора. Avaya вышла на биржу под символом AV, стартовая цена акции составляла $20. До этого на протяжении более 100 лет Avaya была частью компаний Western Electric и AT&T.

### Приобретение Tenovis
В ноябре 2004 года за $635 млн Avaya приобрела немецкую телекоммуникационную компанию Tenovis, в которой было занято 5,4 тыс. человек. В процессе интеграции в группу Avaya компания Tenovis подверглась значительной реструктуризации. Произошло образование дочерних компаний, которым были переданы такие подразделения, как департамент по Установке и обслуживанию оборудования, некоторые части компании выделились в самостоятельные организации, за этим последовало сокращение персонала. В середине 2006 года число сотрудников Avaya в Европе составляло 4,5 тыс. человек. За 2007—2008 финансовый год штат компании в Германии увеличился на 3560 человек; к началу 2010 года он насчитывал 2900 человек.

### Приобретение компании инвесторами
В 2006 году президентом и исполнительным директором Avaya стал Луи Д’Амброзио; в июне 2008 года он покинул свой пост из-за проблем со здоровьем. 26 октября 2007 года инвестиционные фонды Silver Lake Partners и Texas Pacific Group (TPG) приобрели компанию Avaya за $8,2 млрд, или $17,5 за акцию. С 26 октября 2007 года компания прекратила продажу обыкновенных акций и больше не участвует в торгах на Нью-Йоркской фондовой бирже (NYSE).

### Приобретение подразделения Корпоративных решений Nortel
14 сентября 2009 года было объявлено о том, что Avaya стала победителем аукциона по продаже подразделения корпоративных решений компании Nortel, согласившейся на предложение Avaya выплатить $900 млн 21 декабря 2009 года Avaya и Nortel официально заявили о завершении сделки. В результате штат компании Avaya увеличился до 21 тыс. сотрудников по всему миру.

### Новое IPO 2011 года
В июне 2011 года Avaya подала заявку на проведение первичного публичного размещения акций в Комиссию по ценным бумагам и биржам США. В ходе IPO она планирует привлечь около $1 млрд.

### Банкротство и реорганизация 2017 года
В январе 2017 года компания Avaya подала заявление о банкротстве чтобы получить защиту от кредиторов, так как стоимость активов компании оценивается в $5,5 млрд, а долг компании составил $6,3 млрд. Но в течение года компания согласовала с основными кредиторами план реорганизации, по которому Avaya обязуется сократить долговые обязательства более чем на $3 млрд и передать часть долгов по пенсиям государственному агентству по страхованию пенсий Pension Benefit Guaranty, после чего выйти из-под защиты от банкротства в качестве публичной компании. Так же реорганизацией компании будет заниматься новый генеральный директор, которым станет бывший операционный директор Джим Кирико (Jim Chirico) — топ-менеджер, работающий в компании почти 10 лет, а бывший с января 2009 года гендиректором Кевин Кеннеди официально сложит свои полномочия в конце сентября 2017 года и останется в Avaya в должности консультанта.
В марте 2017 года стало известно, что в рамках реорганизации подразделение Avaya Networking (бизнес сетевого оборудования) будет продан компании Extreme Networks за $100 млн.

### Финансовое оздоровление и выход на нью-йоркскую фондовую биржу
19 декабря 2017 года компания Avaya объявила об успешном завершении финансовой реструктуризации.
«Это начало новой эпохи в истории Avaya, — уверен президент и СЕО Avaya Джим Кирико (Jim Chirico). — Компания стала публичной, существенно улучшив свои финансовые показатели. По итогам процесса реструктуризации Avaya сократила свою долговую нагрузку на $3 млрд, при этом более $300 млн свободных денежных средств находится на балансе компании. Avaya ожидает сокращения ежегодных выплат на $300 млн по сравнению с 2016 финансовым годом за счет снижения суммы обслуживания долга и прочих статей расходов».
Утром 17 января 2018 года, компания начала торги на Нью-Йоркской фондовой бирже под кодом AVYA.

## Деятельность
Компания выпускает программно-аппаратные комплексы для контакт-центров, голосовой телефонии, передачи данных, IP-телефонии, а также специализируется на проектировании, разработке, развёртывании и администрировании корпоративных сетей связи, в том числе технологий распознавания речи. Avaya предлагает продукты в трех основополагающих областях корпоративных коммуникаций: IP-телефония, унифицированные коммуникации, контакт-центры.

### Положение на рынке
Эксперты[кто?] в области корпоративных коммуникаций и технологий неизменно признают компанию Avaya лидером международного рынка. Она достигла ведущих позиций на мировом рынке в следующих областях:
- Унифицированные коммуникации и корпоративная телефония[13]
- Контакт-центры[14]
- Системы обмена сообщениями для предприятий[15]
- Аудиоконференции[16]
- Обслуживание телекоммуникационного оборудования[17]

Кроме того, по результатам оценки полноты видения и способности реализации исследовательская компания Gartner неоднократно помещала Avaya в квадрант лидеров рынка:
- Квадрант лидеров в магическом квадранте для корпоративной телефонии за 2009 год[18].
- Квадрант лидеров в магическом квадранте для инфраструктуры контакт-центров за 2008 год[14].

### Спонсорские проекты
Avaya выступила одним из спонсоров Чемпионата мира по футболу 2006 года в Германии , Зимних Олимпийских игр 2010 года в Ванкувере, Зимних Олимпийских игр 2014 года в Сочи.